# Simona Miculescu

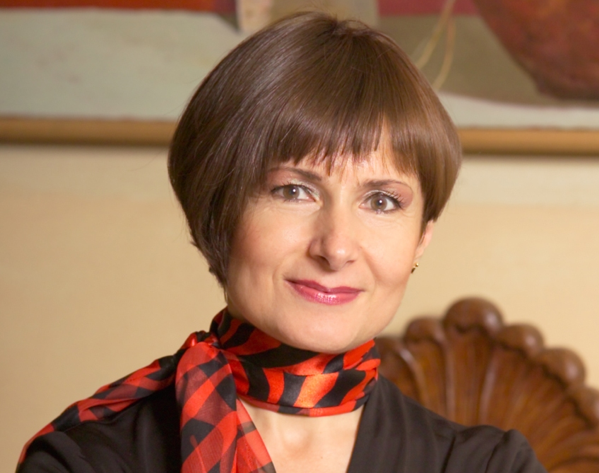
Simona Miculescu, 2010

Simona-Mirela Miculescu (* 4. Juli 1959) ist eine rumänische Diplomatin.
Miculescu studierte am  „Mihai Eminescu“ College, Satu Mare und der „Babes-Bolyai“ Universität in Klausenburg. 1992 belegte sie einen Schulungskurs für Diplomatie am Institut für Internationale Beziehungen der University of Leeds. Von 1995 bis 1997 schloss sich ein Graduierten-Studium an der George Washington University in Washington, D.C. an. 1999 promovierte sie an der „Babes-Bolyai“ Universität in Cluj-Napoca. Von 1991 bis 1992 bekleidete sie verschiedene Ämter im rumänischen Außenministerium. Von Oktober 1999 bis Dezember 2000 war sie diplomatische Beraterin und Offizier in der Pressestelle und Abteilung für Öffentlichkeitsarbeit bei der OSZE-Mission im Kosovo.
Miculescu ist derzeit als ständige Vertreterin Rumäniens bei den Vereinten Nationen in New York im Rang eines außerordentlichen und bevollmächtigten Botschafters. Akkreditiert wurde sie am 5. Juni 2008. Sie ist außenpolitische Beraterin des Präsidenten von Rumänien und die erste Frau in der Geschichte Rumäniens im Rang eines Botschafters.